# Мишій зелений
{{#ifeq:0|0|{{#if:|{{#if:Setariaviridis|[[]}}|}}}}
Мишій зелений (Setaria viridis) — вид рослин родини тонконогові.

## Будова
Однорічна трав'яниста рослина. Стебло рослини висотою 20–100 см. Перше і друге листя сходів завдовжки 8-16 мм, завширшки 2–3 мм, широколінійне, піхви по краю покриті волосками. Коренева система мичкувата, проникає у ґрунт на 75–170 см і радіально на 33–80 см. Квітки зібрані у колосоподібну щільну волоть (султан) довжиною 3–12 см. Насіння — плівчаста зернівка, овально-яйцеподібна, довжиною 2–2,5 мм, шириною 0,75–1,5 мм, товщиною 0,75–1 мм. З однієї рослини можна отримати 2300 зернин. З достиглого колосся насіння осипається дуже легко.

## Життєвий цикл
Сходить у квітні-червні (або липень-серпень). Цвіте у червні-вересні. Плодоносить у липні-жовтні.

## Поширення та середовище існування
Зростає по всій території України на полях, пасовищах. Післяжнивний бур'ян на полях після збирання ярих та озимих ранніх зернових культур, а також в посівах пізніх ярих зернових і просапних по всій Україні, але переважно в південних областях.

## Практичне використання
Зерно використовується для приготування круп. Колоски збирають відразу після достигання, щоб не осипалися. Їх просушують та вимолочуюють. Потім зерно товчуть у ступі, деруть на круподернях. Крупа з цієї рослини не поступається перед пшоном.
У західних районах України та на Поліссі крупу з цієї рослини вимочують і розтирають у дерев'яних або металевих ступах, доки не отримують рідку тістоподібну масу. До тіста додають сирі яйця, молоко, сіль, розмішують і печуть на сковорідці млинці.

## Галерея

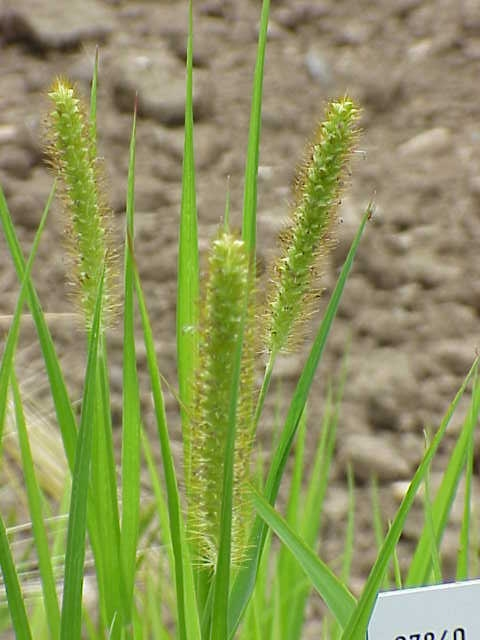
Колоски
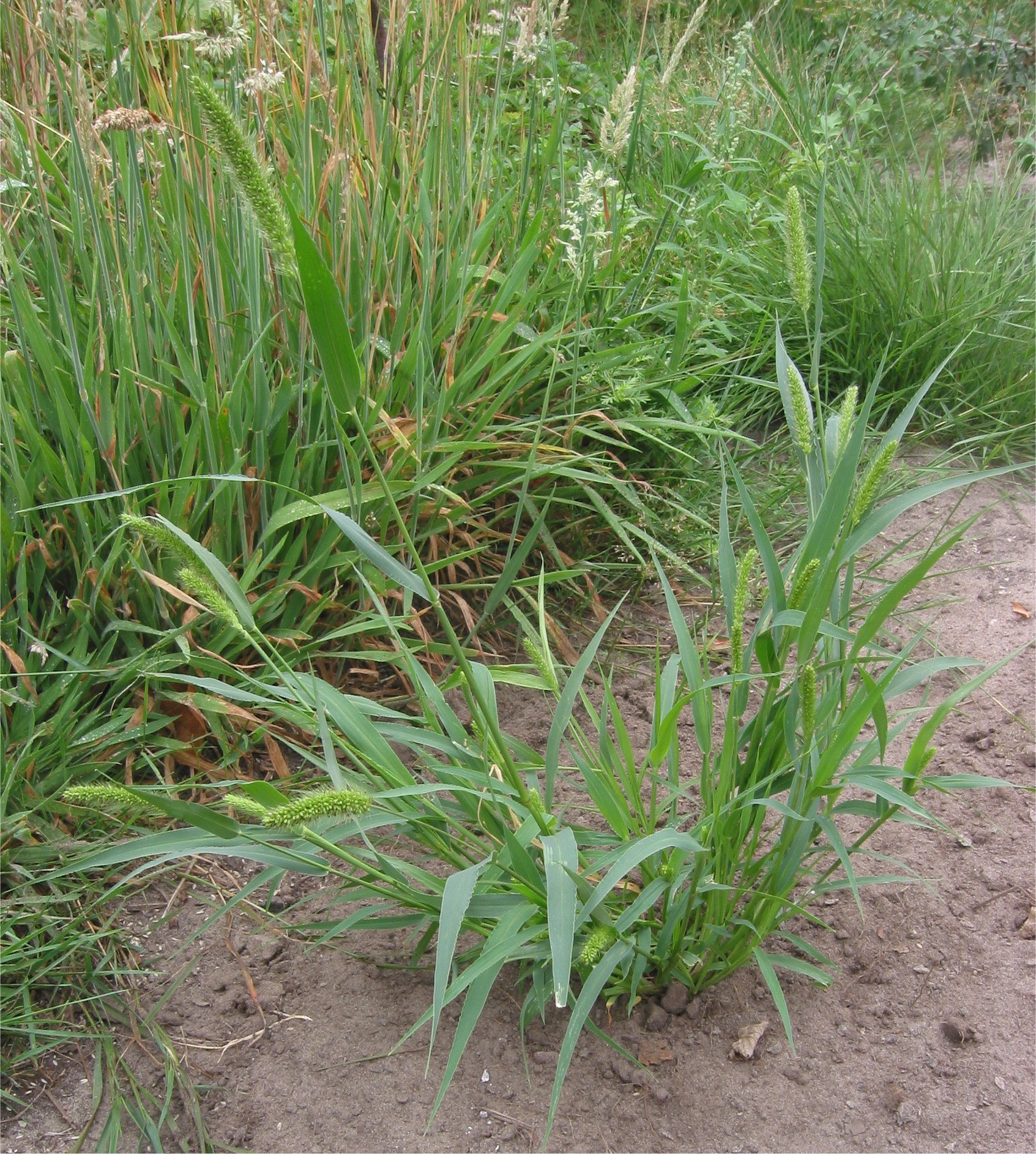
Доросла рослина
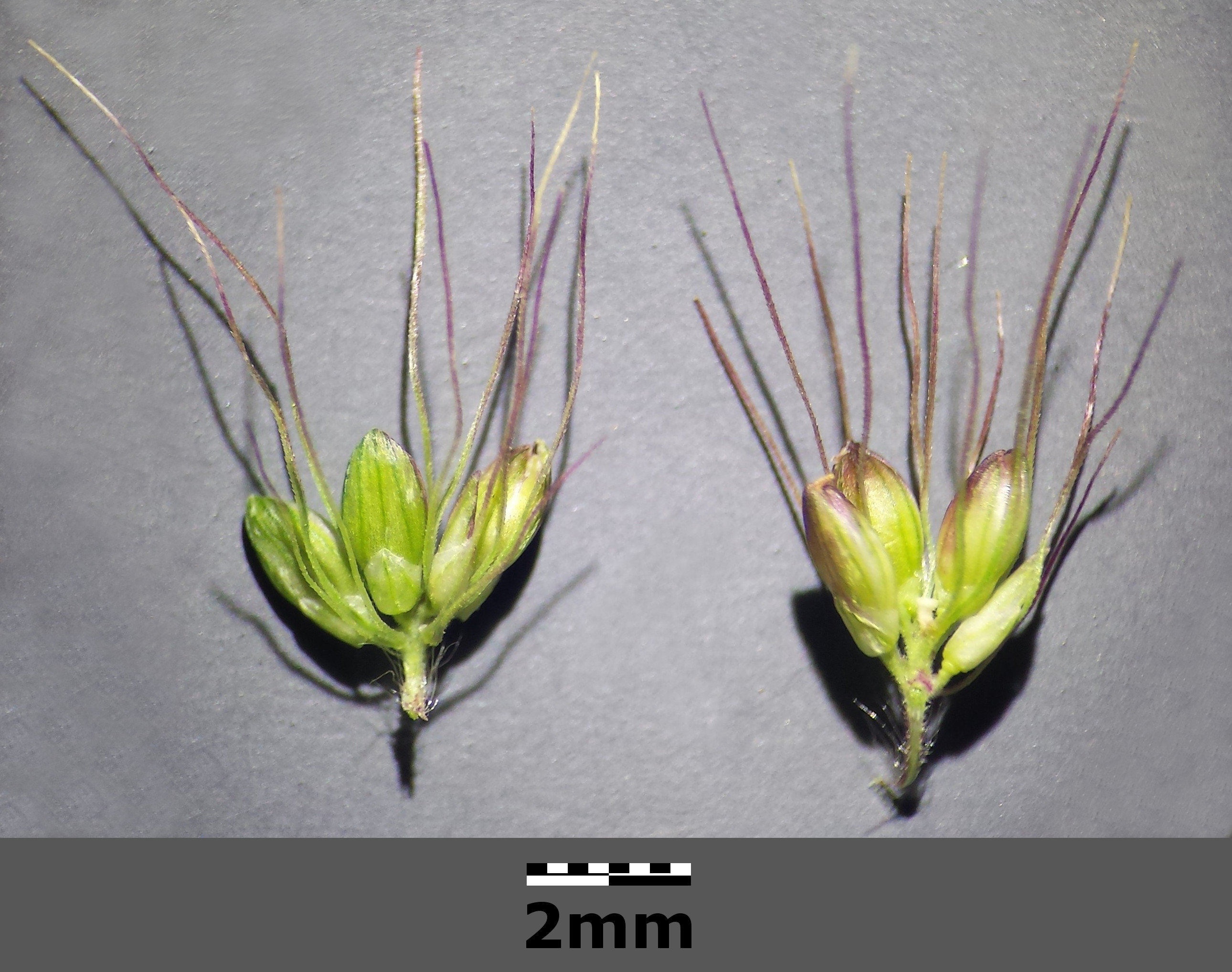
Насіння